# Erik Hanke
Erik Hanke (* 20. Mai 1933 in Wien; † 29. März 2025) war ein österreichischer Politiker der Sozialdemokratischen Partei Österreichs (SPÖ). Er war von 1971 bis 1991 Abgeordneter zum Wiener Landtag und Mitglied des Wiener Gemeinderates.

## Leben

### Beruf und Funktionen
Erik Hanke war von 1949 bis 1957 Angestellter bei der Wiener Gebietskrankenkasse. Bei den Wiener Kinderfreunden wurde er 1963 Landessekretär und war von 1971 bis 1992 geschäftsführender Obmann. Von 1974 bis 1998 leitete er das Werbeunternehmen Gewista. Unter seiner Geschäftsführung wurden unter anderem die City Lights eingeführt. Nach 1989 expandierte die Gewista nach Ungarn, Polen, die Tschechische Republik und die Slowakei.
Hanke war 32 Jahre Präsident der Gesellschaft österreichischen Kinderdörfer, in dieser Funktion folgte ihm 2021 Franz Prokop nach. Außerdem war er ab ca. 1994 15 Jahre lang Präsident des Vereines Licht ins Dunkel, Vizepräsident des Kuratoriums Wiener Jugendwohnhäuser und Mitglied der Fremdenverkehrskommission, des Aufsichtsrates des späteren Wiener Tourismusverbandes.

### Politik
Am 19. November 1971 rückte er für Adalbert Busta in der 10. Wahlperiode im Wiener Landtag und Gemeinderat nach. Ab 1987 hatte er den Vorsitz im Gemeinderatsausschuss für Bildung, Jugend, Familie und Soziales. Von 1988 bis 1989 war er Fünfter Vorsitzender des Wiener Gemeinderates und von 1989 bis 1991 Vierter Vorsitzender. Nach der Landtags- und Gemeinderatswahl in Wien 1991 schied er mit 9. Dezember 1991 am Ende der 14. Wahlperiode aus dem Landtag aus.

## Persönliches
Sein Sohn ist der SPÖ-Politiker Peter Hanke. Im März 2025 starb Erik Hanke knapp zwei Monate vor seinem 92. Geburtstag.

## Auszeichnungen
- 1982: Goldenes Ehrenzeichen für Verdienste um das Land Wien[1]
- 1993: Großes Silbernes Ehrenzeichen für Verdienste um die Republik Österreich[1]
- 2004: Julius-Tandler-Medaille der Stadt Wien in Gold[3]
- 2013: Verleihung des Berufstitels Professor[6]
- Benennung des Erik-Hanke-Platzes im Kinderdorf Pöttsching[7]